# Tautonymum
Tautonymum (starořecky τὸ αὐτό ‚stejný‘ a ὄνομα ‚jméno‘) znamená v biologické nomenklatuře stejné jméno, které nese rod i druh např. Salamandra salamandra.
Mezinárodní pravidla zoologické nomenklatury připouštějí použití tautonym, zatímco podle Mezinárodního kódu botanické nomenklatury se v článku 23.4. použití stejného rodového i druhového jména nedovoluje.